# Kerry O’Flaherty
Kerry O’Flaherty (* 15. Juli 1981 in Newtownards) ist eine ehemalige irische Leichtathletin, die sich auf den Hindernislauf spezialisiert hat.

## Sportliche Laufbahn
Erste internationale Erfahrungen sammelte Kerry O’Flaherty bei den Crosslauf-Europameisterschaften 2008 in Brüssel, bei denen sie nach 32:13 min auf den 60. Platz im Einzelrennen gelangte. Bei den Crosslauf-Europameisterschaften 2010 in Albufeira wurde sie nach 31:21 min 46. und im Jahr darauf lief sie bei den Crosslauf-Europameisterschaften 2011 in Velenje nach 28:33 min auf Rang 45 ein. 2014 startete sie über 3000 m Hindernis für Nordirland bei den Commonwealth Games in Glasgow und belegte dort in 9:55,94 min den elften Platz. Im Jahr darauf schied sie bei den Weltmeisterschaften in Peking mit 10:05,10 min im Vorlauf aus und gelangte anschließend bei den Crosslauf-Europameisterschaften in Hyères nach 28:11 min auf Rang 55. 2016 erreichte sie bei den Europameisterschaften in Amsterdam mit 9:45,88 min den zwölften Platz und schied anschließend bei den Olympischen Sommerspielen in Rio de Janeiro mit 9:45,35 min in der Vorrunde aus. Zudem wurde sie bei den Crosslauf-Europameisterschaften in Chia nach 27:35 min 54.
2017 schied sie bei den Halleneuropameisterschaften in Belgrad mit 4:23,82 min in der Vorrunde im 1500-Meter-Lauf aus und lief im Dezember bei den Crosslauf-Europameisterschaften in Šamorín nach 28:35 min auf dem 38. Platz ein. Im Jahr darauf schied sie bei den Europameisterschaften in Berlin mit 10:09,81 min im Vorlauf über 3000 m Hindernis aus und erreichte dann bei den Crosslauf-Europameisterschaften in Tilburg nach 29:00 min Rang 64. 2022 bestritt sie ihre letzten offiziellen Wettkämpfe und beendete daraufhin ihre aktive sportliche Karriere im Alter von 41 Jahren.
2017 wurde O’Flaherty irische Meisterin im 3000-Meter-Hindernislauf. Zudem wurde sie 2015 und 2017 Hallenmeisterin über 1500 Meter sowie 2011 und 2016 über 3000 Meter.

## Persönliche Bestleistungen
- 1500 Meter: 4:12,79 min, 13. Juni 2015 in Leixlip
  - 1500 Meter (Halle): 4:14,63 min, 15. Februar 2017 in Athlone
- 3000 Meter: 9:09,50 min, 20. Juni 2009 in Banská Bystrica
  - 3000 Meter (Halle): 9:11,17 min, 27. Februar 2016 in Athlone
- 5000 Meter: 15:58,67 min, 28. Mai 2011 in Manchester
- 3000 m Hindernis: 9:42,61 min, 10. Juli 2015 in Letterkenny